# Joruma albifrons
Joruma albifrons är en insektsart som beskrevs av Mcatee 1926. Joruma albifrons ingår i släktet Joruma och familjen dvärgstritar. Inga underarter finns listade i Catalogue of Life.